# 布赖恩·库克
布赖恩·乔舒亚·库克（英語：Brian Joshua Cook，1980年12月4日—），美国NBA联盟职业篮球运动员。他在2003年的NBA选秀中第1轮第24顺位被洛杉矶湖人选中。